# René Bray
René Bray (* 26. Oktober 1896 in Nalliers, Département Vendée; † 1. August 1954 in Lausanne) war ein französischer Literaturwissenschaftler und Romanist mit Wirkungsort Lausanne.

## Leben und Werk
Bray war Schüler der École normale supérieure und unterrichtete ab 1921 in Tunis. Er habilitierte sich 1926 in Paris mit den beiden Thèses La formation de la doctrine classique en France (Paris 1927, Lausanne 1931, Paris 1945, 1951, 1983) und La Tragédie cornélienne devant la critique classique, d'après la querelle de Sophonisbe 1663 (Paris 1927) und lehrte von 1927 bis 1928 in Caen. Von 1928 bis zu seinem Tod (im Alter von 57 Jahren) war er an der Universität Lausanne ordentlicher Professor für Französische Literatur. Bray war Kommandeur der Ehrenlegion (1953).

## Weitere Werke
- Les fables de La Fontaine. Paris 1929, 1946
- Chronologie du romantisme, 1804–1830. Paris 1932, 1971
- (Hrsg.) Molière, Théâtre. 8 Bde., Paris 1935–1952
- Sainte-Beuve à l'académie de Lausanne. Chronique du Cours sur Port-Royal : 1837–1838. Paris/Lausanne 1937
- Boileau. L'homme et l'œuvre. Paris 1942, 1947, 1962
- La préciosité et les précieux de Thibaut de Champagne à Jean Giraudoux. Paris 1948, 1960, 1968
- Molière. Homme de théâtre. Paris 1954, 1972